# Nigeria i olympiska sommarspelen 2008
Nigeria i olympiska sommarspelen 2008 bestod av idrottare som blivit uttagna av Nigerias olympiska kommitté.

## Badminton
- Huvudartikel: Badminton vid olympiska sommarspelen 2008
- Damer

| Namn         | Gren   | 32-delsfinal                         | 16-delsfinal     | 8-delsfinal      | Kvartsfinal      | Semifinal        | Final            | Final            |
| Namn         | Gren   | Resultat                             | Resultat         | Resultat         | Resultat         | Resultat         | Resultat         | Plats            |
| ------------ | ------ | ------------------------------------ | ---------------- | ---------------- | ---------------- | ---------------- | ---------------- | ---------------- |
| Grace Daniel | Singel | Kristína Ludíková (CZE) L 21-13 21-8 | Gick inte vidare | Gick inte vidare | Gick inte vidare | Gick inte vidare | Gick inte vidare | Gick inte vidare |

## Bordtennis
- Huvudartikel: Bordtennis vid olympiska sommarspelen 2008

Singel, herrar
| Idrottare        | Gren   | Grundomgång          | Omgång 1             | Omgång 2             | Omgång 3             | Omgång 4             | Kvartsfinal          | Semifinal            | Final                |
| Idrottare        | Gren   | Motståndare Resultat | Motståndare Resultat | Motståndare Resultat | Motståndare Resultat | Motståndare Resultat | Motståndare Resultat | Motståndare Resultat | Motståndare Resultat |
| ---------------- | ------ | -------------------- | -------------------- | -------------------- | -------------------- | -------------------- | -------------------- | -------------------- | -------------------- |
| Monday Merotohun | Singel | Zeng (TUR) L 2-4     | Gick inte vidare     | Gick inte vidare     | Gick inte vidare     | Gick inte vidare     | Gick inte vidare     | Gick inte vidare     | Gick inte vidare     |
| Segun Toriola    | Singel | Zhuang (USA) W 4-3   | Monteiro (POR) W 4-3 | Saive (BEL) W 4-2    | Eun (KOR) L 3-4      | Gick inte vidare     | Gick inte vidare     | Gick inte vidare     | Gick inte vidare     |

- Lag, herrar

| Lag      | Poäng | Matcher | Vinster | Förluster | GW | GL |
| -------- | ----- | ------- | ------- | --------- | -- | -- |
| Japan    | 6     | 3       | 3       | 0         | 9  | 0  |
| Hongkong | 5     | 3       | 2       | 1         | 6  | 4  |
| Nigeria  | 4     | 3       | 1       | 2         | 3  | 8  |
| Ryssland | 3     | 3       | 0       | 3         | 3  | 9  |

13 augusti
| Japan    | 3–0 | Nigeria |
| Hongkong | 3–0 | Nigeria |

14 augusti
| Ryssland | 2–3 | Nigeria |

Singel, damer
| Idrottare       | Gren   | Grundomgång                   | Omgång 1             | Omgång 2             | Omgång 3             | Omgång 4             | Kvartsfinal          | Semifinal            | Final                |
| Idrottare       | Gren   | Motståndare Resultat          | Motståndare Resultat | Motståndare Resultat | Motståndare Resultat | Motståndare Resultat | Motståndare Resultat | Motståndare Resultat | Motståndare Resultat |
| --------------- | ------ | ----------------------------- | -------------------- | -------------------- | -------------------- | -------------------- | -------------------- | -------------------- | -------------------- |
| Bose Kaffo      | Singel | Sang Xu Stephanie (AUS) L 4-1 | Gick inte vidare     | Gick inte vidare     | Gick inte vidare     | Gick inte vidare     | Gick inte vidare     | Gick inte vidare     | Gick inte vidare     |
| Cecilia Offiong | Singel | Miao Miao (AUS) L 4-0         | Gick inte vidare     | Gick inte vidare     | Gick inte vidare     | Gick inte vidare     | Gick inte vidare     | Gick inte vidare     | Gick inte vidare     |

- Lag, damer

| Lag           | Poäng | Matcher | Vinster | Förluster | GW | GL |
| ------------- | ----- | ------- | ------- | --------- | -- | -- |
| Singapore     | 6     | 3       | 3       | 0         | 9  | 0  |
| USA           | 5     | 3       | 2       | 1         | 6  | 4  |
| Nederländerna | 4     | 3       | 1       | 2         | 4  | 6  |
| Nigeria       | 3     | 3       | 0       | 3         | 0  | 9  |

13 augusti
| Nederländerna | 3–0 | Nigeria |
| Singapore     | 3–0 | Nigeria |

14 augusti
| USA | 3–0 | Nigeria |

## Boxning
- Huvudartikel: Boxning vid olympiska sommarspelen 2008

| Tävlande            | Viktklass     | Sextondelsfinal      | Åttondelsfinal            | Kvartsfinal          | Semifinal            | Final                |
| Tävlande            | Viktklass     | Motståndare Resultat | Motståndare Resultat      | Motståndare Resultat | Motståndare Resultat | Motståndare Resultat |
| ------------------- | ------------- | -------------------- | ------------------------- | -------------------- | -------------------- | -------------------- |
| Rasheed Lawal       | Lättvikt      |                      | Javakhyan (ARM) L 0-12    | Gick inte vidare     | Gick inte vidare     | Gick inte vidare     |
| Dauda Izobo         | Lätt tungvikt | Samir (GHA) L RSC    | Gick inte vidare          | Gick inte vidare     | Gick inte vidare     | Gick inte vidare     |
| Olanrewaju Durodola | Tungvikt      |                      | Osmay Acosta (CUB) L 0-11 | Gick inte vidare     | Gick inte vidare     | Gick inte vidare     |
| Onorede Ehwareme    | Supertungvikt |                      | Jakšto (LTU) L 1-11       | Gick inte vidare     | Gick inte vidare     | Gick inte vidare     |

## Brottning
- Huvudartikel: Brottning vid olympiska sommarspelen 2008

Damer
| Idrottare          | Klass             | Kvalomgång           | Åttondelsfinal       | Kvartsfinal          | Semifinal            | Final                | Bronsomgång Runda 1  | Bronsomgång Runda 2  | Brongsmedalj- kamp   |
| Idrottare          | Klass             | Motståndare Resultat | Motståndare Resultat | Motståndare Resultat | Motståndare Resultat | Motståndare Resultat | Motståndare Resultat | Motståndare Resultat | Motståndare Resultat |
| ------------------ | ----------------- | -------------------- | -------------------- | -------------------- | -------------------- | -------------------- | -------------------- | -------------------- | -------------------- |
| Amarachi Obiajunwa | Fristil, tungvikt |                      | Bernard (USA) L F    | Gick inte vidare     | Gick inte vidare     | Gick inte vidare     | Gick inte vidare     | Gick inte vidare     | Gick inte vidare     |

Herrar
| Idrottare      | Klass                  | Kvalomgång           | Åttondelsfinal            | Kvartsfinal          | Semifinal            | Final                | Bronsomgång Runda 1  | Bronsomgång Runda 2  | Brongsmedalj- kamp   |
| Idrottare      | Klass                  | Motståndare Resultat | Motståndare Resultat      | Motståndare Resultat | Motståndare Resultat | Motståndare Resultat | Motståndare Resultat | Motståndare Resultat | Motståndare Resultat |
| -------------- | ---------------------- | -------------------- | ------------------------- | -------------------- | -------------------- | -------------------- | -------------------- | -------------------- | -------------------- |
| Wilson Siewari | Fristil, supertungvikt |                      | Musuľbes (SLK) L 0-3, 0-6 | Gick inte vidare     | Gick inte vidare     | Gick inte vidare     | Gick inte vidare     | Gick inte vidare     | Gick inte vidare     |

## Fotboll
- Huvudartikel: Fotboll vid olympiska sommarspelen 2008

### Damer
| Nr          | Namn             | Klubb              | Född             | SM        | Mål       |           | Gult kort · Gult kort · Rött kort | Rött kort |
| Målvakter   | Målvakter        | Målvakter          | Målvakter        | Målvakter | Målvakter | Målvakter | Målvakter                         | Målvakter |
| ----------- | ---------------- | ------------------ | ---------------- | --------- | --------- | --------- | --------------------------------- | --------- |
| 1           | Precious Dede    | Delta Queens F.C.  | 18 januari 1980  | 0         | 0         | 0         | 0                                 | 0         |
| 18          | Tochukwu Oluehi  | Bayelsa Queens     | 2 maj 1987       | 0         | 0         | 0         | 0                                 | 0         |
| Försvarare  |                  |                    |                  |           |           |           |                                   |           |
| 2           | Efioanwan Ekpo   | Pelican Stars      | 25 januari 1984  | 0         | 0         | 0         | 0                                 | 0         |
| 3           | Ayisat Yusuf     | Delta Queens F.C.  | 6 mars 1985      | 0         | 0         | 0         | 0                                 | 0         |
| 10          | Rita Chikwelu    | United Pietarsaari | 6 mars 1988      | 0         | 0         | 0         | 0                                 | 0         |
| 11          | Lilian Cole      | Delta Queens F.C.  | 1 augusti 1985   | 0         | 0         | 0         | 0                                 | 0         |
| 16          | Ulunma Jerome    | Rivers Angels      | 11 april 1988    | 0         | 0         | 0         | 0                                 | 0         |
| Mittfältare |                  |                    |                  |           |           |           |                                   |           |
| 4           | Perpetua Nkwocha | Sunnanå SK         | 3 januari 1976   | 0         | 0         | 0         | 0                                 | 0         |
| 6           | Kikelomo Ajayi   | Tianjin Teda F.C.  | 28 april 1977    | 0         | 0         | 0         | 0                                 | 0         |
| 7           | Stella Mbachu    | Tianjin Teda F.C.  | 16 april 1978    | 0         | 0         | 0         | 0                                 | 0         |
| 9           | Sarah Michael    | Delta Queens F.C.  | 22 juli 1990     | 0         | 0         | 0         | 0                                 | 0         |
| 14          | Faith Ikidi      | Linköpings FC      | 28 februari 1987 | 0         | 0         | 0         | 0                                 | 0         |
| 15          | Tawa Ishola      | Bayelsa Queens     | 23 december 1988 | 0         | 0         | 0         | 0                                 | 0         |
| 17          | Edith Eduviere   | FCT Queens         | 18 juni 1986     | 0         | 0         | 0         | 0                                 | 0         |
| Anfallare   |                  |                    |                  |           |           |           |                                   |           |
| 5           | Onome Ebi        | Bayelsa Queens     | 8 maj 1983       | 0         | 0         | 0         | 0                                 | 0         |
| 8           | Ifeanyi Chiejine | Bayelsa Queens     | 17 maj 1983      | 0         | 0         | 0         | 0                                 | 0         |
| 12          | Cynthia Uwak     | Falköpings KIK     | 15 juli 1986     | 0         | 0         | 0         | 0                                 | 0         |
| 13          | Christie George  | Pelican Stars      | 10 maj 1984      | 0         | 0         | 0         | 0                                 | 0         |
| Coach       |                  |                    |                  |           |           |           |                                   |           |
|             | Joseph Ladipo    |                    |                  |           |           |           |                                   |           |

- Grupp F

| Lag       | S | V | O | F | GM | IM | MS | P |
| --------- | - | - | - | - | -- | -- | -- | - |
| Brasilien | 3 | 2 | 1 | 0 | 5  | 2  | +3 | 7 |
| Tyskland  | 3 | 2 | 1 | 0 | 2  | 0  | +2 | 7 |
| Nordkorea | 3 | 1 | 0 | 2 | 2  | 3  | −1 | 3 |
| Nigeria   | 3 | 0 | 0 | 3 | 1  | 5  | −4 | 0 |

|       | 6 augusti 2008 | Nordkorea         | 1 – 0           | Nigeria | Shenyang Olympic Stadium, Shenyang                          |                                                             |
| 19.45 | 19.45          | Kim Kyong-Hwa 27′ | (1 – 0) Rapport |         | Publik: 24 084 Domare: Shane de Silva (Trinidad and Tobago) | Publik: 24 084 Domare: Shane de Silva (Trinidad and Tobago) |
| 19.45 | 19.45          |                   |                 |         | Publik: 24 084 Domare: Shane de Silva (Trinidad and Tobago) | Publik: 24 084 Domare: Shane de Silva (Trinidad and Tobago) |
| 19.45 | 19.45          |                   |                 |         | Publik: 24 084 Domare: Shane de Silva (Trinidad and Tobago) | Publik: 24 084 Domare: Shane de Silva (Trinidad and Tobago) |

|       | 9 augusti 2008 | Nigeria | 0 – 1           | Tyskland      | Shenyang Olympic Stadium, Shenyang               |                                                  |
| 17.00 | 17.00          |         | (0 – 0) Rapport | 65′ Stegemann | Publik: 19 266 Domare: Jenny Palmqvist (Sverige) | Publik: 19 266 Domare: Jenny Palmqvist (Sverige) |
| 17.00 | 17.00          |         |                 |               | Publik: 19 266 Domare: Jenny Palmqvist (Sverige) | Publik: 19 266 Domare: Jenny Palmqvist (Sverige) |
| 17.00 | 17.00          |         |                 |               | Publik: 19 266 Domare: Jenny Palmqvist (Sverige) | Publik: 19 266 Domare: Jenny Palmqvist (Sverige) |

|       | 12 augusti 2008 | Nigeria            | 1 – 3           | Brasilien                 | Beijing Workers' Stadium, Beijing             |                                               |
| 17.00 | 17.00           | Nkwocha 19′ (str.) | (1 – 3) Rapport | 34′, 35′, 45+3′ Cristiane | Publik: 51 112 Domare: Hong Eun-ah (Sydkorea) | Publik: 51 112 Domare: Hong Eun-ah (Sydkorea) |
| 17.00 | 17.00           |                    |                 |                           | Publik: 51 112 Domare: Hong Eun-ah (Sydkorea) | Publik: 51 112 Domare: Hong Eun-ah (Sydkorea) |
| 17.00 | 17.00           |                    |                 |                           | Publik: 51 112 Domare: Hong Eun-ah (Sydkorea) | Publik: 51 112 Domare: Hong Eun-ah (Sydkorea) |

### Herrar
| Nr          | Namn                 | Klubb                        | Födelsedag | SM        | Mål       |           | Gult kort · Gult kort · Rött kort | Rött kort |
| Målvakter   | Målvakter            | Målvakter                    | Målvakter  | Målvakter | Målvakter | Målvakter | Målvakter                         | Målvakter |
| ----------- | -------------------- | ---------------------------- | ---------- | --------- | --------- | --------- | --------------------------------- | --------- |
| 1           | Ambruse Vanzekin     | Akwa United Football Club    | 22         | 0         | 0         | 0         | 0                                 | 0         |
| 18          | Ezenwa Ikechukwu     | Ocean Boys Football Club     | 19         | 0         | 0         | 0         | 0                                 | 0         |
| Försvarare  |                      |                              |            |           |           |           |                                   |           |
| 2           | Chibuzor Okonkwo     | Bayelsa United Football Club |            | 0         | 0         | 0         | 0                                 | 0         |
| 3           | Taye Taiwo           | Olympique Marseille          | 23         | 0         | 0         | 0         | 0                                 | 0         |
| 4           | Onyekachi Apam       | OGC Nice                     | 22         | 0         | 0         | 0         | 0                                 | 0         |
| 5           | Dele Adeleye         | Sparta Rotterdam             | 19         | 0         | 0         | 0         | 0                                 | 0         |
| 6           | James Monday         | Bayelsa United Football Club | 22         | 0         | 0         | 0         | 0                                 | 0         |
| 13          | Adefemi Olubayo      | Hapoel Jerusalem             | 22         | 0         | 0         | 0         | 0                                 | 0         |
| 15          | Efe Ambrose          | Kaduna United Football Club  | 19         | 0         | 0         | 0         | 0                                 | 0         |
| Mittfältare |                      |                              |            |           |           |           |                                   |           |
| 8           | Sani Kaita           | Sparta Rotterdam             | 22         | 0         | 0         | 0         | 0                                 | 0         |
| 10          | Isaac Promise        | Trabzonspor                  | 20         | 0         | 0         | 0         | 0                                 | 0         |
| 12          | Oluwafemi Ajilore    | FC Groningen                 | 20         | 0         | 0         | 0         | 0                                 | 0         |
| 17          | Emmanuel Ekpo        | Columbus Crew                | 20         | 0         | 0         | 0         | 0                                 | 0         |
| Anfallare   |                      |                              |            |           |           |           |                                   |           |
| 7           | Chinedu Ogbuke       | TSG 1899 Hoffenheim          | 22         | 0         | 0         | 0         | 0                                 | 0         |
| 9           | Victor Nsofor Obinna | Chievo Vérone                | 21         | 0         | 0         | 0         | 0                                 | 0         |
| 11          | Solomon Okoronkwo    | Hertha Berlin                | 21         | 0         | 0         | 0         | 0                                 | 0         |
| 14          | Peter Odemwingie*    | Lokomotiv Moscou             | 27         | 0         | 0         | 0         | 0                                 | 0         |
| 16          | Victor Anichebe      | Everton FC                   | 20         | 0         | 0         | 0         | 0                                 | 0         |
| Coach       |                      |                              |            |           |           |           |                                   |           |
|             | Samson Siasia        |                              | 43         |           |           |           |                                   |           |

- Grupp B

| Lag           | S | V | O | F | GM | IM | MS | P |
| ------------- | - | - | - | - | -- | -- | -- | - |
| Nigeria       | 3 | 2 | 1 | 0 | 4  | 2  | +2 | 7 |
| Nederländerna | 3 | 1 | 2 | 0 | 3  | 2  | +1 | 5 |
| USA           | 3 | 1 | 1 | 1 | 4  | 4  | 0  | 4 |
| Japan         | 3 | 0 | 0 | 3 | 1  | 4  | −3 | 0 |

|       | 2008-08-07 | Nederländerna U23 | 0 – 0     | Nigeria U23 | Tianjin Olympic Center Stadium, Tianjin  |                                          |
| 19.45 | 19.45      |                   | (Rapport) |             | Publik: 52 390 Domare: Pablo Pozo, Chile | Publik: 52 390 Domare: Pablo Pozo, Chile |
| 19.45 | 19.45      |                   |           |             | Publik: 52 390 Domare: Pablo Pozo, Chile | Publik: 52 390 Domare: Pablo Pozo, Chile |
| 19.45 | 19.45      |                   |           |             | Publik: 52 390 Domare: Pablo Pozo, Chile | Publik: 52 390 Domare: Pablo Pozo, Chile |

|       | 2008-08-10 | Nigeria U23             | 2 – 1     | Japan U23  | Tianjin Olympic Center Stadium, Tianjin    |                                            |
| 17.00 | 17.00      | Obinna 58′ Anichebe 74′ | (Rapport) | Toyoda 79′ | Publik: 42 592 Domare: Masoud Moradi, Iran | Publik: 42 592 Domare: Masoud Moradi, Iran |
| 17.00 | 17.00      |                         |           |            | Publik: 42 592 Domare: Masoud Moradi, Iran | Publik: 42 592 Domare: Masoud Moradi, Iran |
| 17.00 | 17.00      |                         |           |            | Publik: 42 592 Domare: Masoud Moradi, Iran | Publik: 42 592 Domare: Masoud Moradi, Iran |

|       | 2008-08-13 | Nigeria U23          | 2 – 1     | USA U23             | Beijing Workers' Stadium, Beijing               |                                                 |
| 17.00 | 17.00      | Isaac 39′ Obinna 79′ | (Rapport) | Kljestan 88′ (str.) | Publik: 48 096 Domare: Wolfgang Stark, Tyskland | Publik: 48 096 Domare: Wolfgang Stark, Tyskland |
| 17.00 | 17.00      |                      |           |                     | Publik: 48 096 Domare: Wolfgang Stark, Tyskland | Publik: 48 096 Domare: Wolfgang Stark, Tyskland |
| 17.00 | 17.00      |                      |           |                     | Publik: 48 096 Domare: Wolfgang Stark, Tyskland | Publik: 48 096 Domare: Wolfgang Stark, Tyskland |

- Slutspel

|  | Kvartsfinal | Kvartsfinal         | Kvartsfinal   |               |               | Semifinal     | Semifinal | Semifinal |             |            | Final      | Final         | Final |
|  |             |                     |               |               |               |               |           |           |             |            |            |               |       |
|  | B1          | Nigeria U23         | 2             |               |               |               |           |           |             |            |            |               |       |
|  | A2          | Elfenbenskusten U23 | 0             |               |               |               |           |           |             |            |            |               |       |
|  | A2          | Elfenbenskusten U23 | 0             |               | B1            | Nigeria U23   | 4         |           |             |            |            |               |       |
|  |             |                     |               |               | B1            | Nigeria U23   | 4         |           |             |            |            |               |       |
|  |             | C2                  | Belgien U23   | 1             |               |               |           |           |             |            |            |               |       |
|  | D1          | C2                  | Belgien U23   | 1             | Italien U23   | 2             |           |           |             |            |            |               |       |
|  | D1          |                     |               |               | Italien U23   | 2             |           |           |             |            |            |               |       |
|  | C2          | Belgien U23         | 3             |               |               |               |           |           |             |            |            |               |       |
|  |             |                     |               |               |               |               |           |           |             |            | B1         | Nigeria U23   | 0     |
|  |             |                     | A1            | Argentina U23 | 1             |               |           |           |             |            |            |               |       |
|  | A1          | Argentina U23       | 2             |               |               |               |           |           |             |            |            |               |       |
|  | B2          | Nederländerna U23   | 1             |               |               |               |           |           |             |            |            |               |       |
|  | B2          | Nederländerna U23   | 1             |               | A1            | Argentina U23 | 3         |           | Bronsmatch  | Bronsmatch | Bronsmatch | Bronsmatch    |       |
|  |             |                     |               |               | A1            | Argentina U23 | 3         |           | Bronsmatch  | Bronsmatch | Bronsmatch | Bronsmatch    |       |
|  |             | C1                  | Brasilien U23 | 0             |               |               |           |           |             |            |            |               |       |
|  | C1          | C1                  | Brasilien U23 | 0             | Brasilien U23 | 2             |           | C2        | Belgien U23 | 0          |            |               |       |
|  | C1          |                     |               |               | Brasilien U23 | 2             |           | C2        | Belgien U23 | 0          |            |               |       |
|  | D2          | Kamerun U23         | 0             |               |               |               |           |           |             |            | C1         | Brasilien U23 | 3     |

- Kvartsfinal

|       | 2008-08-16 | Nigeria U23                      | 2 – 0           | Elfenbenskusten U23 | Qinhuangdao Olympic Sports Center Stadium, Qinhuangdao |                                            |
| 21.00 | 21.00      | Odemwingie 44′ Obinna 82′ (str.) | (1–0) (Rapport) |                     | Publik: 28 944 Domare: Masoud Moradi, Iran             | Publik: 28 944 Domare: Masoud Moradi, Iran |
| 21.00 | 21.00      |                                  |                 |                     | Publik: 28 944 Domare: Masoud Moradi, Iran             | Publik: 28 944 Domare: Masoud Moradi, Iran |
| 21.00 | 21.00      |                                  |                 |                     | Publik: 28 944 Domare: Masoud Moradi, Iran             | Publik: 28 944 Domare: Masoud Moradi, Iran |

- Semifinal

|       | 2008-08-19 | Nigeria U23                            | 4 – 1           | Belgien U23 | Shanghai Stadium, Shanghai               |                                          |
| 18.00 | 18.00      | Adefemi 17′ Obasi 59′, 72′ Okonkwo 78′ | (1–0) (Rapport) | Ciman 88′   | Publik: 56 312 Domare: Pablo Pozo, Chile | Publik: 56 312 Domare: Pablo Pozo, Chile |
| 18.00 | 18.00      |                                        |                 |             | Publik: 56 312 Domare: Pablo Pozo, Chile | Publik: 56 312 Domare: Pablo Pozo, Chile |
| 18.00 | 18.00      |                                        |                 |             | Publik: 56 312 Domare: Pablo Pozo, Chile | Publik: 56 312 Domare: Pablo Pozo, Chile |

- Final

|       | 2008-08-23 | Nigeria U23 | 0 – 1           | Argentina U23 | National Stadium, Beijing                    |                                              |
| 12.00 | 12.00      |             | (0–0) (Rapport) | Di María 58′  | Publik: 89 102 Domare: Viktor Kassai, Ungern | Publik: 89 102 Domare: Viktor Kassai, Ungern |
| 12.00 | 12.00      |             |                 |               | Publik: 89 102 Domare: Viktor Kassai, Ungern | Publik: 89 102 Domare: Viktor Kassai, Ungern |
| 12.00 | 12.00      |             |                 |               | Publik: 89 102 Domare: Viktor Kassai, Ungern | Publik: 89 102 Domare: Viktor Kassai, Ungern |

## Friidrott
- Huvudartikel: Friidrott vid olympiska sommarspelen 2008

Förkortningar
- Noteringar – Placeringarna avser endast löparens eget heat
- Q = Kvalificerad till nästa omgång
- q = Kvalificerade sig till nästa omgång som den snabbaste idrottaren eller, i fältgrenarna, via placering utan att uppnå kvalgränsen.
- NR = Nationellt rekord
- N/A = Omgången ingick inte i grenen
- Bye = Idrottaren behövde inte delta i denna omgång

Herrar
Bana och landsväg
| Idrottare                                                                        | Gren       | Heat     | Heat      | Kvartsfinal      | Kvartsfinal      | Semifinal        | Semifinal        | Final            | Final            |
| Idrottare                                                                        | Gren       | Resultat | Placering | Resultat         | Placering        | Resultat         | Placering        | Resultat         | Placering        |
| -------------------------------------------------------------------------------- | ---------- | -------- | --------- | ---------------- | ---------------- | ---------------- | ---------------- | ---------------- | ---------------- |
| Uchenna Emedolu                                                                  | 100 m      | 10.46    | 4         | Gick inte vidare | Gick inte vidare | Gick inte vidare | Gick inte vidare | Gick inte vidare | Gick inte vidare |
| Olusoji Fasuba                                                                   | 100 m      | 10.29    | 2 Q       | 10.21            | 4                | Gick inte vidare | Gick inte vidare | Gick inte vidare | Gick inte vidare |
| James Godday                                                                     | 400 m      | 45.49    | 2 Q       | i.u.             | i.u.             | 45.24            | 6                | Gick inte vidare | Gick inte vidare |
| Obinna Joseph Metu                                                               | 100 m      | 10.34    | 2 Q       | 10.27            | 6                | Gick inte vidare | Gick inte vidare | Gick inte vidare | Gick inte vidare |
| Obinna Joseph Metu                                                               | 200 m      | 20.62    | 1 Q       | 20.65            | 6                | Gick inte vidare | Gick inte vidare | Gick inte vidare | Gick inte vidare |
| Selim Nurudeen                                                                   | 110 m häck | 13.58    | 3 Q       | 13.66            | 4                | Gick inte vidare | Gick inte vidare | Gick inte vidare | Gick inte vidare |
| Saul Weigopwa                                                                    | 400 m      | 45.19    | 2 Q       | i.u.             | i.u.             | 45.02            | 5                | Gick inte vidare | Gick inte vidare |
| Uchenna Emedolu Olusoji Fasuba Obinna Joseph Metu Onyeabor Ngwogu Chinedu Oriala | 4 x 100 m  | DNF      | DNF       | i.u.             | i.u.             | i.u.             | i.u.             | Gick inte vidare | Gick inte vidare |

Damer
Bana & landsväg
| Idrottare                                                                                          | Gren       | Heat     | Heat      | Kvartsfinal      | Kvartsfinal      | Semifinal        | Semifinal        | Final            | Final            |
| Idrottare                                                                                          | Gren       | Resultat | Placering | Resultat         | Placering        | Resultat         | Placering        | Resultat         | Placering        |
| -------------------------------------------------------------------------------------------------- | ---------- | -------- | --------- | ---------------- | ---------------- | ---------------- | ---------------- | ---------------- | ---------------- |
| Folashade Abugan                                                                                   | 400 m      | 51.45    | 3 Q       | i.u.             | i.u.             | 51.30            | 6                | Gick inte vidare | Gick inte vidare |
| Toyin Augustus                                                                                     | 100 m häck | 13.34    | 7         | i.u.             | i.u.             | Gick inte vidare | Gick inte vidare | Gick inte vidare | Gick inte vidare |
| Joy Amechi Eze                                                                                     | 400 m      | 51.97    | 4 q       | i.u.             | i.u.             | 51.87            | 5                | Gick inte vidare | Gick inte vidare |
| Franca Idoko                                                                                       | 100 m      | 11.61    | 4 q       | 11.66            | 7                | Gick inte vidare | Gick inte vidare | Gick inte vidare | Gick inte vidare |
| Halimat Ismaila                                                                                    | 100 m      | 11.72    | 4         | Gick inte vidare | Gick inte vidare | Gick inte vidare | Gick inte vidare | Gick inte vidare | Gick inte vidare |
| Gloria Kemasuode                                                                                   | 200 m      | 23.72    | 6         | Gick inte vidare | Gick inte vidare | Gick inte vidare | Gick inte vidare | Gick inte vidare | Gick inte vidare |
| Muizat Ajoke Odumosu                                                                               | 400 m      | 51.39    | 3 Q       | i.u.             | i.u.             | 52.45            | 7                | Gick inte vidare | Gick inte vidare |
| Oludamola Osayomi                                                                                  | 100 m      | 11.13    | 1 Q       | 11.28            | 2 Q              | 11.44            | 8                | Gick inte vidare | Gick inte vidare |
| Oludamola Osayomi                                                                                  | 200 m      | 23.31    | 3 Q       | 23.27            | 6                | Gick inte vidare | Gick inte vidare | Gick inte vidare | Gick inte vidare |
| Franca Idoko Halimat Ismaila Gloria Kemasuode Oludamola Osayomi Agnes Osazuwa*                     | 4 x 100 m  | 43.43    | 4 q       | i.u.             | i.u.             | i.u.             | i.u.             | 43.04            | 2                |
| Endurance Abinuwa Folashade Abugan Joy Amechi Eze Oluoma Nwoke Muizat Ajoke Odumosu Gladys Stephen | 4 x 400 m  | 3:24.10  | 4 q       | i.u.             | i.u.             | i.u.             | i.u.             | 3:23.74          | 7                |

Fältgrenar
| Idrottare          | Gren        | Kval  | Kval      | Final            | Final            |
| Idrottare          | Gren        | Längd | Placering | Längd            | Placering        |
| ------------------ | ----------- | ----- | --------- | ---------------- | ---------------- |
| Doreen Amata       | Höjdhopp    | 1.89  | =16       | Gick inte vidare | Gick inte vidare |
| Vivian Chukwuemeka | Kulstötning | 17.15 | 24        | Gick inte vidare | Gick inte vidare |
| Chinonye Ohadugha  | Tresteg     | 13.29 | 30        | Gick inte vidare | Gick inte vidare |
| Blessing Okagbare  | Längdhopp   | 6.59  | 12 q      | 6.91             | 2                |

## Judo
Damer
| Idrottare    | Gren                   | Sextondelsfinal      | Åttondelsfinal            | Kvartsfinal          | Semifinal            | Återkval 1           | Återkval 2           | Återkval 3           | Final / BM           | Final / BM       |
| Idrottare    | Gren                   | Motståndare Resultat | Motståndare Resultat      | Motståndare Resultat | Motståndare Resultat | Motståndare Resultat | Motståndare Resultat | Motståndare Resultat | Motståndare Resultat | Placering        |
| ------------ | ---------------------- | -------------------- | ------------------------- | -------------------- | -------------------- | -------------------- | -------------------- | -------------------- | -------------------- | ---------------- |
| Vivian Yusuf | Halv tungvikt (-78 kg) | BYE                  | Wollert (GER) L 0000–1000 | Gick inte vidare     | Gick inte vidare     | Gick inte vidare     | Gick inte vidare     | Gick inte vidare     | Gick inte vidare     | Gick inte vidare |

## Simning
- Huvudartikel: Simning vid olympiska sommarspelen 2008

## Taekwondo
| Idrottare          | Gren             | Åttondelsfinaler       | Kvartsfinaler        | Semifinaer             | Återkval             | Bronsmatch           | Final                | Final            |
| Idrottare          | Gren             | Motståndare Resultat   | Motståndare Resultat | Motståndare Resultat   | Motståndare Resultat | Motståndare Resultat | Motståndare Resultat | Placering        |
| ------------------ | ---------------- | ---------------------- | -------------------- | ---------------------- | -------------------- | -------------------- | -------------------- | ---------------- |
| Isah Adam Muhammad | Herrarnas −68 kg | Islas (MEX) W 2–2 SUP  | López (PER) L 0–3    | Gick inte vidare       | Gick inte vidare     | Gick inte vidare     | Gick inte vidare     | Gick inte vidare |
| Chika Chukwumerije | Herrarnas +80 kg | Nguyen V H (VIE) W 3–1 | Keita (MLI) W 1–0    | Nikolaidis (GRE) L 2–3 | Bye                  | Irgashev (UZB) W 4–3 | Gick inte vidare     | 3                |

## Tyngdlyftning
- Huvudartikel: Tyngdlyftning vid olympiska sommarspelen 2008